# Ланк, Хилари
Хи́лари Ланк (англ. Hilary Lunke), в девичестве — Хоме́йер, англ. Homeyer; 7 июня 1979, Идайна, Миннесота, США) — американская гольфистка.

## Биография
Хилари Хомейер родилась 7 июня 1979 года в Идайне (штат Миннесота, США). Хилари окончила Стэнфордский университет.
Хилари начала профессиональную карьеру гольфистки в 2002 году, став участницей женской команды по гольфу «LPGA». Она окончила карьеру в 2007 году.

## Личная жизнь
Со 2 ноября 2002 года Хилари замужем за Телором Ланком. У супругов есть две дочери — Грета Элин Ланк (род. в ноябре 2007) и Марин Ланк (род. в октябре 2009).